# Corytoplectus congestus
Corytoplectus congestus är en tvåhjärtbladig växtart som först beskrevs av Jean Jules Linden och Johannes von Hanstein, och fick sitt nu gällande namn av Wiehler. Corytoplectus congestus ingår i släktet Corytoplectus och familjen Gesneriaceae. Inga underarter finns listade i Catalogue of Life.